# Corcoran Holt

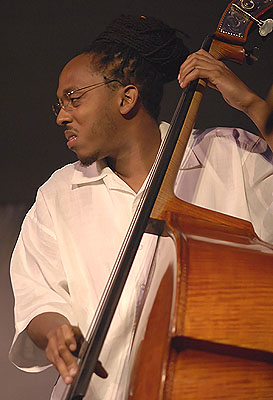
Corcoran Holt

Corcoran Holt (* 1982) ist ein US-amerikanischer Musiker (Kontrabass) des Modern Jazz.

## Leben und Wirken
Holt, der aus Washington D.C. stammt, begann bereits im Alter von 4 Jahren als Mitglied der Wose Dance Company Djembe und andere westafrikanische Perkussionsinstrumente zu spielen. Mit zehn Jahren begann er Bass im DC Youth Orchestra zu spielen. Erst dann erfuhr er, dass sein Urgroßvater ebenfalls ein Bassist und Nachbar von John Coltrane war. Zwischen 1996 und 2000 vervollkommnete er seine Ausbildung auf der Duke Ellington School of the Arts. 2004 absolvierte er seinen Bachelor of Arts im Jazzstudiengang des Shenandoah Conservatory, wo er bei Michael Bowie Bass studiert hatte; seinen Master-Abschluss machte er 2006 am Queens College in New York City unter Leitung von Buster Williams, Michael Mossman und Antonio Hart.
Anschließend arbeitete er in der New Yorker Jazzszene mit Musikern wie Javon Jackson, Curtis Fuller, Frank Morgan, Slide Hampton, Benny Powell oder Delfeayo Marsalis. Regelmäßig spielt er gegenwärtig in den Bands von Kenny Garrett, mit dem er auch auf Europatournee war, und Josh Evans. Im Bereich des Jazz war er zwischen 2005 und 2018 an 30 Aufnahmesessions beteiligt, u. a. mit Phil Woods, Steve Turré, Wycliffe Gordon, Brian Settles, Camille Thurman und McClenty Hunter. 2016 legte er unter eigenem Namen das Album The Mecca vor.